# 广西鳞盖蕨
广西鳞盖蕨（学名：Microlepia straminea）为姬蕨科鳞盖蕨属下的一个种。

## 扩展阅读
- 維基物種上的相關：广西鳞盖蕨